# Вернер Еклеф
Вернер Едмунд Еклеф (фін. Verner Edmund Eklöf; 8 березня 1897 Гельсінкі — 2 грудня 1955 року Гельсінкі) — фінський футболіст, двоборець та гравець у хокей з м'ячем. 

## Футбольна кар'єра
Першим футбольним клубом був ГІФК, за який він дебютував у 16 років. Грав на позиції лівого півзахисника. У 1918 році своєю грою привернув до себе увагу і був запрошений до складу збірної. Наступного року дебютував у її складі. У 1920 році Вернер Еклеф перейшов до ГІК, дослідники вважають, що це був перший трансфер такого масштабу у фінському футболі. У 1923 році він вперше стає чемпіоном Фінляндії. Того ж року він становиться капітаном збірної. Ще один чемпіонський титул він здобув у 1925 році. За збірну він припинив виступи у 1926 році, всього зіграв 32 матча і забив 17 голів. Завершив футбольну кар'єру наступного року. Судив два товариських матча збірної Естонії.

## Хокей з м'ячем
Вернер Еклоф почав виступати за ГІФК у 18 років. У складі команди двічі доходив до фіналу чемпіонату, де обидва рази поступався команді з Виборгу. У 1920 році перейшов у ГІК. У складі нової команди стає триразовим чемпіоном країни. У складі збірної зіграв три гри.
Також протягом зимового сезону 1921-1922 працював тренером команди Таллінн Спорт.

## Лижник
Вернер Еклоф був піонером лижного двоборства у Фінляндії і виграв два перших чемпіонати країни у цій дисципліні. У 1924 році він представляв Фінляндію на перших в історії зимових Олімпійських іграх у французькому місті Шамоні. У змаганнях з лижного двоборства він посів дев'яте місце.
Після завершення спортивної кар'єри працював детективом.